# 若いこだま
『若いこだま』（わかいこだま）は、NHKラジオ第1放送で1970年4月6日から1978年11月17日まで放送されたリクエスト番組である。

## 概要
民間放送の深夜放送ブームを受けて開始された。放送開始当初は有名・無名問わず、若い世代のディスクジョッキー（DJ）を起用。やがて、若手ミュージシャンや俳優の登竜門となった。
1978年11月、AM周波数一斉変更にともなうラジオ全波の大改編が行われ、AM波の若者向けリクエスト番組はNHK-FM放送の『ヤングジョッキー』と統合され、『サウンドストリート』に移行する形で放送終了した。

## 放送時間
| 期間                       | 放送時間（日本時間）                  |
| -------------------------- | ------------------------------------- |
| 1970年4月6日 - 1971年3月   | 月曜日 - 金曜日 22:30 - 22:58（28分） |
| 1971年4月 - 1972年3月      | 月曜日 - 土曜日 22:15 - 23:00（45分） |
| 1972年4月 - 1976年3月      | 月曜日 - 土曜日 22:20 - 23:00（40分） |
| 1976年4月 - 197&年11月17日 | 月曜日 - 土曜日 22:20 - 22:58（48分） |

## DJ
- 月曜日
  - 高田直久（1970年4月 - 1971年3月）
  - 馬場こずえ（1971年4月 - ）
  - 友川かずき
  - 桃井かおり（1978年4月 - 1978年11月）[2]
- 火曜日
  - 馬場こずえ（1970年4月 - 1971年3月）
  - 中村真佐子（1971年4月 - ）
  - 荒井由実（1976年4月 - 1977年3月）[2]
  - 矢野顕子（1977年4月 - ）
  - 渡辺香津美（ - 1978年11月）
- 水曜日
  - 各局アナウンサー（1970年4月 - 1971年3月）
  - 高橋キヨシ・奥島啓子（1971年4月 - ）
  - PANTA
  - 村上龍（1977年4月 - ）
  - スペシャル・ゲスト・コーナー（ - 1978年11月）
- 木曜日
  - 森直也（1970年4月 - 1971年3月）
  - 山田康雄（1971年4月 - ）
  - 平野文 [2]
  - りりィ
  - 石黒ケイ（1977年4月 - ）
  - 深野義和（ - 1978年11月）
- 金曜日
  - 石原裕子（1970年4月 - 1971年3月）
  - 吉見佑子（1971年4月 - ）
  - 上田正樹
  - 所太郎（1977年4月 - ）
  - 甲斐よしひろ - 後身の『サウンドストリート』も担当
- 土曜日
  - 寺田柾・矢島秀子（1971年4月 - ）
  - 大貫憲章（ - 1978年11月）
- 担当期間不明
  - 福原恵
  - 江守徹
  - サンディー・アイ[3]
  - 渋谷陽一 - 後身の『サウンドストリート』も担当
  - 高橋万里子
  - 田中正美
  - 中村真佐子

など